# Intercity Nieuwe Generatie
De Intercity Nieuwe Generatie (afgekort ICNG) is een type enkeldekstreinstellen van de Nederlandse Spoorwegen (NS) dat in 2023 in dienst is gekomen. Ze zijn bedoeld voor het intercitynetwerk en moeten ouder materieel zoals de oudste ICM's en de ICR vervangen. ICNG heeft een maximumsnelheid van 200 km/h en moet de groei van het aantal reizigers opvangen.
De treinstellen worden ook wel “Wesp” genoemd, door de geel-zwarte kleurencombinatie.
De treinstellen zijn van het type Coradia Stream en worden ontworpen en gebouwd door Alstom. Ze zullen worden ingezet op het hoofdrailnet, in de eerste instantie op treinseries die deels gebruikmaken van de HSL-Zuid, waar ze materieel vervangen dat noodgedwongen in plaats van de mislukte V250 (“Fyra”) reed.

## Geschiedenis

### Voorgeschiedenis
Voor de exploitatie van het Nederlandse deel van de hogesnelheidslijn Schiphol - Antwerpen (HSL-Zuid) gaf het ministerie van Verkeer en Waterstaat op aandringen van de Tweede Kamer de Nederlandse Spoorwegen (NS) de gelegenheid als eerste exclusief een bod te doen. Dat bod uit september 1999, met daarin het Intercity Max-concept, werd door de minister afgewezen, mede omdat het bod naast treinen die met 220 km/h over de HSL-Zuid zouden rijden, ook treindiensten die door zouden rijden over het klassieke Intercity-net bevatte.
Er kwam een aanbesteding. Na de gunning van de concessie van de HSL-Zuid aan HSA werd er gezocht naar treinen die naast de Thalys-treinstellen (de hogesnelheidstrein naar Frankrijk), geschikt zijn voor de exploitatie van binnenlandse en internationale treindiensten. Deze treinen konden dan het binnenlands treinverkeer over de HSL-Zuid verzorgen en het materieel van de Beneluxtrein vervangen. Na een aanbesteding werd gekozen voor de Italiaanse treinenbouwer AnsaldoBreda, die het V250-model aanbood aan NS.
Vooruitlopend op de indienststelling van de V250 werden vanaf 2009 ICR-rijtuigen ingezet op de Fyra-treindienst tussen Amsterdam, Rotterdam en later Breda. Deze rijtuigen moesten speciaal worden aangepast voor inzet op de HSL-Zuid en de tractie werd geleverd door gehuurde Bombardier TRAXX-locomotieven. Toen begin 2013 de V250 door technische problemen buiten dienst gesteld moest worden, werd besloten om het volledige ICR-rijtuigenpark te renoveren om dat te gaan gebruiken op de HSL-Zuid. Door de renovatie van de ICR-rijtuigen kon vanaf de herfst van 2015 de treindienst over de HSL-Zuid worden uitgebreid.
In 2015 was duidelijk dat de V250 niet meer terug zou keren in de treindienst: het materieel is teruggezonden naar de bouwer in Italië. Daarbij komt dat het ICR-rijtuigenpark destijds de veertig dienstjaren naderde (in dienst vanaf 1980), evenals het oudste Intercitymaterieel (1984). Dat materieel moet vervangen worden.
In de periode 2004-2013 is het aantal reizigers op het hoofdrailnet bovendien met 24% gegroeid. Deze groei is grotendeels te verklaren door de bevolkingstoename, een groter aantal studenten, de gestegen brandstofprijzen en het laten rijden van meer treinen. De vraag naar materieel is daarmee groter geworden.

### Aanbesteding
Om genoeg capaciteit te behouden, begon NS in juli 2014 met de aanbesteding voor de Intercity Nieuwe Generatie. In maart 2015 waren er nog vier bouwers in de race: Alstom, Siemens, Bombardier en Stadler.
Op 2 mei 2016 maakte de NS bekend dat het contract aan Alstom gegund was. Het contract omvat circa 80 treinstellen, goed voor circa 25.000 zitplaatsen. Over verdere specificaties werd niets bekendgemaakt. Toen Siemens op 15 juli 2016 een kort geding tegen de gunning aan Alstom verloor, werd het contract met Alstom gesloten.
Aanvankelijk werden er 79 treinstellen besteld, 49 5-delige, en 30 8-delige. Omstreeks 2019 werden 20 stellen bijbesteld, die ook geschikt zijn voor de 3 kV-bovenleiding op de lijn van Antwerpen naar Brussel, de zogenoemde ICNG-B. De eerste twee daarvan werden onttrokken uit de binnenlandse order. Later werd besloten nog een extra stel voor de Belgische dienst te bestellen, ten kostte van een binnenlands achtdelig stel. Van de binnenlandse achtdelige stellen zouden er twee, op proef, ook geschikt gemaakt worden voor het Duitse net, de ICNG-D.
In totaal worden er nu 76 binnenlandse, 21 voor België geschikte en 12 voor Duitsland geschikte stellen. eerst twee voor tests, daarna nog 18.
In 2023 werd de bestelling iets aangepast: het totaal bleef 99, maar naast 76 treinstellen voor de binnenlandse dienst kwamen er 21 geschikt voor rijden in België en 2 geschikt voor rijden in Duitsland.

### Levering

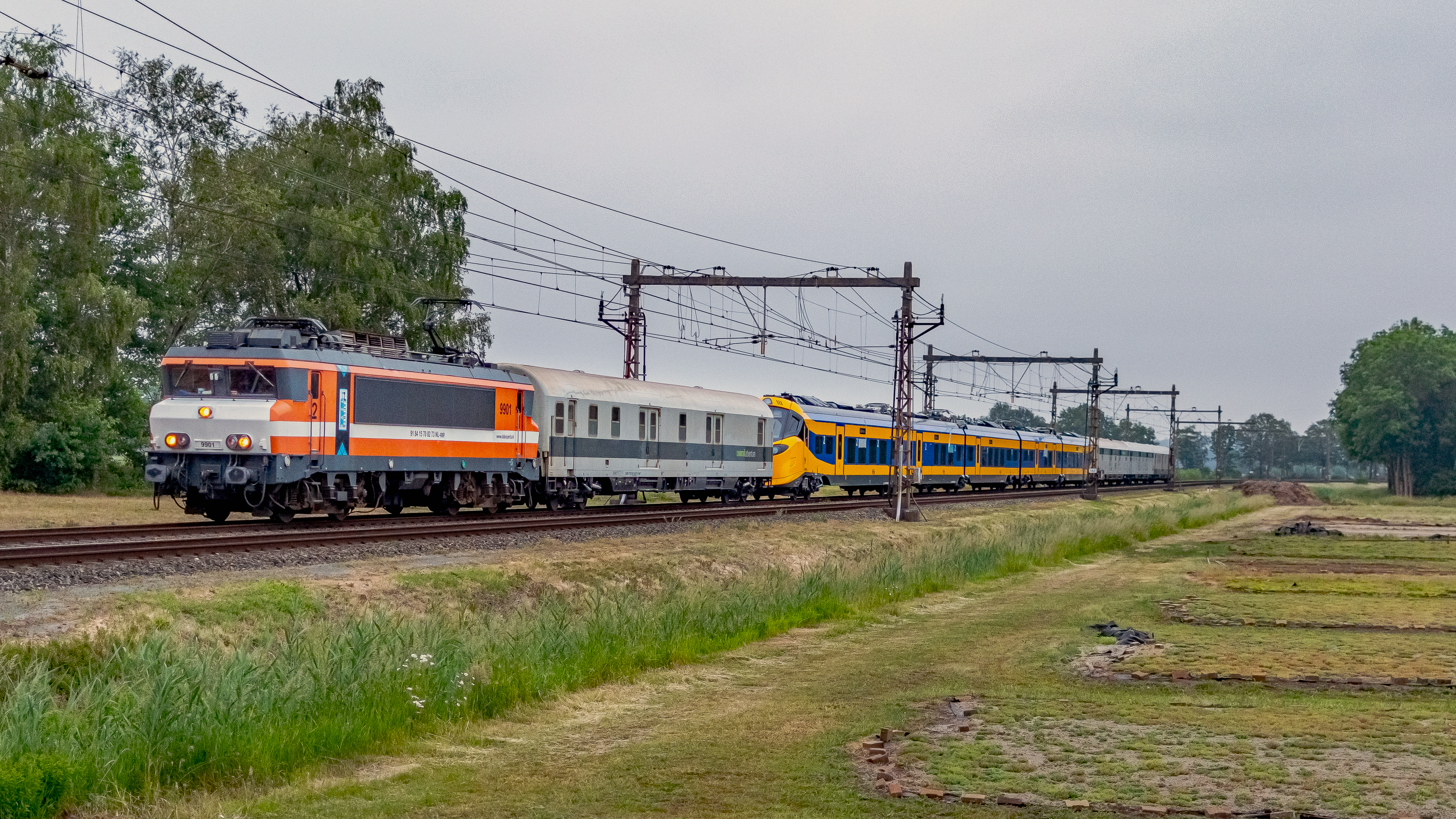
Overbrengingstransport van de fabriek naar Nederland.

De eerste ICNG, met het nummer 3108, kwam op 23 mei 2020 gesleept naar Nederland en werd naar de werkplaats van de Watergraafsmeer in Amsterdam gebracht om voorlopig dienst te doen als stilstaande trein voor opleiding. Op 4 juni 2020 kwam het tweede stel (nummer 3103) binnen. Dit maakte een dag later vanuit de werkplaats in Onnen zijn eerste proefrit, waarna deze trein de maanden erna vele duizenden kilometers op het Nederlandse spoor als test heeft afgelegd. Op 2 januari 2021 kwamen de 3106 en de 3112 binnen; de 3103 kon daardoor op 3 januari weer naar de fabriek in Polen terugkeren. De 3116 is opnieuw naar Nederland vervoerd (via Zwolle) en is toen na enkele test/opleidingsritten los naar Amsterdam gegaan.
Op 7 juni 2021 is de eerste Belgische variant, met nummer 3301, naar het Belgische Schaarbeek overgebracht voor de Belgische toelating en de testen.
In juli 2024 werd in de pers bericht dat meerdere stellen in Duitsland en Polen op reparatie wachtten. Ze waren niet in alle opzichten volgens de vereiste specificaties gebouwd en konden daarom nog niet in de reguliere dienst worden ingezet.
Enkele stellen zijn gebouwd met een afwijkend kleurenschema, en hadden in de eerste instantie geheel zwarte bakken (met gele deuren), maar zijn nog voor ingebruikname naar de huisstijl omgeschilderd.

### Ongeval
Op 16 oktober 2020 was er bij het Duitse station Dreileben-Drackenstedt aan de spoorlijn Eilsleben – Magdeburg een ongeval tijdens het transporteren van 2 ICNG's van de Alstom-fabriek in Salzgitter naar Blankenburg voor testritten onder 25 kilovolt wisselstroom. Treinstel 3105 ontspoorde en raakte zwaar beschadigd, treinstel 3109 bleef onbeschadigd.

## Inzet
De instroom van de ICNG in de binnenlandse reizigersdienst werd in 2021 uitgesteld tot ten vroegste 2022. Later werd bekend gemaakt dat de instroom in het tweede kwartaal van 2023 van start zou gaan.
In de dienstregeling 2025 wordt de ICNG structureel ingezet op de volgende treinseries:
| Serie | Treinsoort                                       | Route | Bijzonderheden |
| ----- | ------------------------------------------------ | --- | --- |
| 1100  | Intercity (NS)                                   | Den Haag Centraal – Den Haag HS – Delft – Rotterdam Centraal – Breda – Tilburg – Eindhoven Centraal                                            | Via HSL. Stopt niet in Schiedam Centrum en Rotterdam Blaak. Wordt in combinatie gereden met TRAXX + ICRm. |
| 1800  | Intercity direct (NS)                            | Breda – Rotterdam Centraal – Schiphol Airport – Amsterdam Zuid – Duivendrecht – Hilversum – Amersfoort Centraal – Amersfoort Schothorst        | Via HSL. Rijdt na circa 20:00, op zaterdagochtend tot 9:00 en op zondagochtend tot 9:30 niet tussen Breda en Rotterdam Centraal. |
| 11800 | Intercity direct (NS)                            | Rotterdam Centraal – Schiphol Airport – Amsterdam Zuid                                                                                         | Via HSL. Rijdt enkel eenmaal in de late avond van zondag t/m donderdag en alleen richting Amsterdam Zuid. |
| 2400  | Intercity direct (NS)                            | Lelystad Centrum – Almere Buiten – Almere Centrum – Amsterdam Zuid – Schiphol Airport – Rotterdam Centraal                                     | Via HSL. Wordt na 20:00 uur en op zondag vervangen door Intercity direct 12400 die enkel tussen Amsterdam Zuid en Rotterdam Centraal rijdt. Vormt een halfuursdienst met Eurocity direct 9500. Rijdt tot 8:00 richting Lelystad twee maal per uur ter vervanging van de Eurocity direct 9500. |
| 12400 | Intercity direct (NS)                            | Amsterdam Zuid – Schiphol Airport – Rotterdam Centraal                                                                                         | Via HSL. Rijdt na 20:00 en op zondag. Rijdt vanaf 22:00 richting Rotterdam twee keer per uur ter vervanging van de Eurocity direct 9500. |
| 9500  | Eurocity Direct, Beneluxtrein (NS International) | Lelystad Centrum – Almere Buiten – Almere Centrum – Amsterdam Zuid – Schiphol Airport – Rotterdam Centraal – Antwerpen-Centraal – Brussel-Zuid | Via HSL. Tussen Schiphol en Rotterdam is bij een reis binnen Nederland een toeslag verschuldigd. Rijdt na 20:00 uur, zaterdagochtend vroeg en op zondag enkel tussen Amsterdam Zuid en Brussel-Zuid v.v.                                                                                      |

### Eerste treinstellen
Op 19 april 2023 vond de eerste inzet in de reizigersdienst plaats, rit 912 van Amsterdam Centraal via de HSL naar Rotterdam Centraal werd gereden door de treinstellen 3222 en 3133. Het betrof testritten met voorlopig één trein. De integratie van de hogere snelheid in de dienstregeling is gepland voor eind 2024, wanneer alle treinen op de HSL vervangen zijn door de ICNG en deze dus niet meer gehinderd wordt door de treinen van een ouder type. Dat betekent een reistijdwinst van 3 minuten op het traject Rotterdam – Schiphol. Tot die tijd blijft de geplande snelheid 160 km/h, al mag de ICNG tot 200 km/h rijden om vertraging in te halen. Zo wordt op een gedeelte van het proeftraject tot 200 km/h gereden om te compenseren voor tijdelijke snelheidsbeperking tot 80 km/h bij Rijpwetering. Vanaf 8 juni 2023 werd er met een tweede ICNG gereden tussen Amsterdam en Rotterdam. In het proefbedrijf waren problemen opgemerkt met binnendeuren die niet open konden, waardoor een treinstel vaak verdeeld werd in twee of drie geïsoleerde delen.

### Uitbreiding
Op 3 juli 2023 is voor het eerst een trein, met de stellen 3135 en 3136, ingezet op de treinserie 1100 Eindhoven – Breda – Rotterdam – Den Haag. Op 6 oktober 2023 reden er al tien testtreinstellen met reizigers in de dienstregeling, maar waren er nog wel steeds problemen. In diezelfde week werd gestart met testritten met de Belgische ICNG-variant. Op 21 november 2023 verloor treinstel 3311 van de Belgische ICNG-variant te Meppel bij de brug over de Drentsche Hoofdvaart richting Leeuwarden een stroomafnemer.
In de dienstregeling van 2024 verzorgt de ICNG de intercity-directtreinen tussen Amsterdam en Breda en het was de bedoeling dat er testritten worden gedaan naar Leeuwarden/Groningen en Brussel.
Vanaf 8 januari tot 3 februari 2024 werd de dienstregeling tijdens de werkdagen aangepast, zodat een groot aantal machinisten een opleiding kan krijgen om met de ICNG te rijden. De IC-direct-treindienst Amsterdam – Rotterdam – Breda werd doorgetrokken tot Eindhoven. De intercity Den Haag – Eindhoven werd hiervoor tijdelijk opgeheven, omdat daarvoor mogelijk niet genoeg treinen beschikbaar waren. Op 3 januari 2024 waren er 14 ICNG-treinstellen in gebruik bij NS. Eind juli 2024 is de 30e ICNG in gebruik genomen.
In een later stadium wordt de dienst Breda – Rotterdam – Schiphol via Amsterdam Zuid verlengd naar Almere – Lelystad – Zwolle – Assen – Groningen / Meppel – Steenwijk – Heerenveen – Leeuwarden & Rotterdam Centraal - Schiphol - Amsterdam Zuid - Amersfoort Centraal - Deventer - Enschede. Hiermee lijkt de inzet en snelheid van de Intercity Nieuwe Generatie sterk op het in 1999 afgewezen Intercity Max-concept.

### ICNG-B
De ICNG-B is de versie die ook geschikt is voor België.
NS deed al vroeg een aanvullende bestelling voor twee Coradia's geschikt voor het Belgische spoornet (ICNG-B), omdat het in gebruik zijnde treinmaterieel voor de verbinding Amsterdam – Brussel in 2025 aan vervanging toe is. Het was bij die bestelling de bedoeling om met die twee treinstellen te testen en goedkeuring te krijgen voor het Belgisch spoornet, waarna een vervolgorder geplaatst zou kunnen worden. Daarmee was risico afgedekt dat de toelating uit zou lopen. De eerste vervolgorder voor achttien treinstellen is echter al sneller geplaatst, ruim voordat de eerste stellen in dienst zijn gekomen, zodat er vanaf 2025 (2 + 18 =) 20 treinstellen voor de dienst naar België beschikbaar komen. In het voorjaar van 2023 heeft de NS nog een extra eenentwintigste treinstel besteld dat uit de binnenlandse order onttrokken wordt. 
Voor de dienstregeling van 2025 wordt een EuroCity Direct Amsterdam-Brussel ingevoerd die in België alleen stopt op Antwerpen-Centraal en Brussel-Zuid. Op deze treindienst zal ICNG-B ingezet worden.
De versie voor België betreft uitsluitend treinstellen met acht bakken, elk goed voor 410 zitplaatsen. Deze versie heeft een extra toilet (drie standaardtoiletten en een universeel toilet) en meer bagageruimte, en is geschikt voor het Belgische spoorbeveiligingssysteem en 3 kV-bovenleiding. Er is vaste zitplaatsnummering aangebracht, terwijl die ontbreekt bij de binnenlandse ICNG. Begin 2022 zijn de testen voor de toelating afgerond. . De stellen zullen volgens verwachting in 2023 al in het binnenland gaan rijden. In oktober 2024 werden proefritten met reizigers op het Belgisch Nederlands traject uitgevoerd.

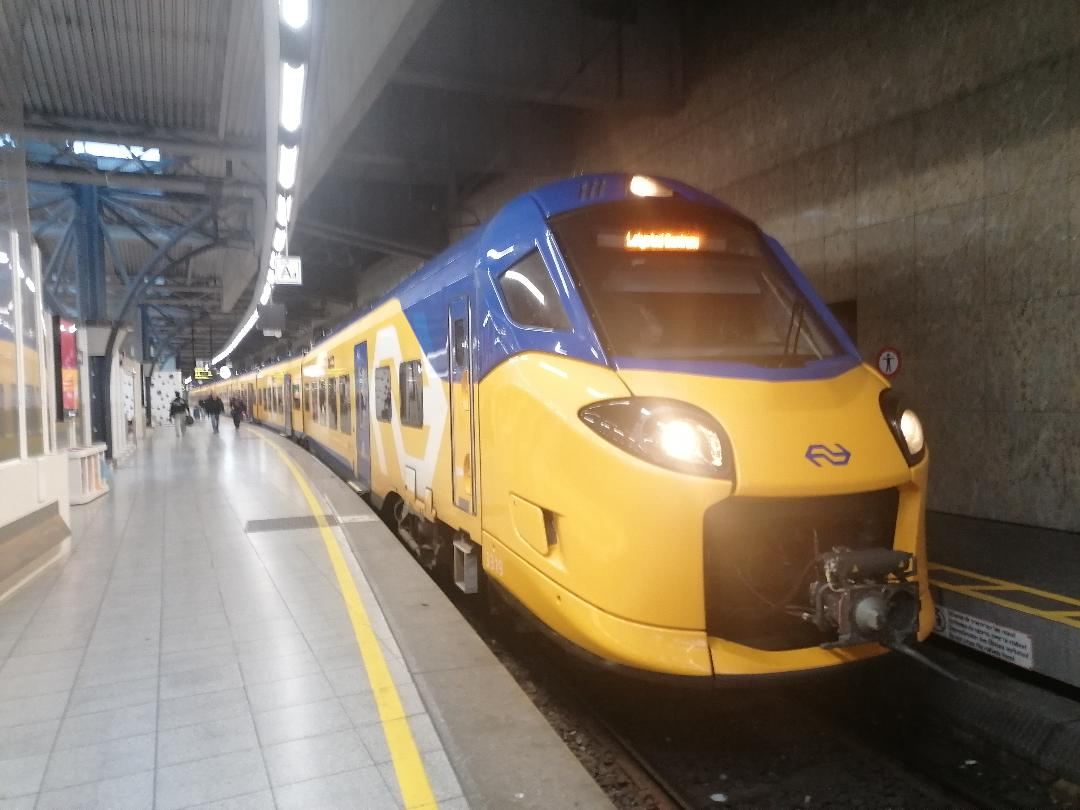
ICNG-B op station Brussel-Zuid naar Lelystad Centrum

### ICNG-D
De ICNG-D is de versie die ook geschikt is voor Duitsland. Er komt bijkomend een cateringkast voor bijvoorbeeld een koffieautomaat.
Begin 2022 is fabrikant Alstom gestart met het ontwikkelen van een versie die op het Duitse spoornet kan rijden onder 15 kV wisselspanning. Twee prototypes waren toen besteld door NS. Deze twee stellen zijn uit de order voor de binnenlandse bestelling gehaald, en zijn in september 2023 voor het eerst gezien bij de Alstom-fabriek in Salzgitter; in december dat jaar werd treinstel 3352 getest in Tsjechië. Op 3 juli 2025 kwam de 3352 zelfstandig de Nederlandse grens over om in Nederland testritten te maken.
In 2024 werden nog tien extra exemplaren besteld voor 150 miljoen euro en levering in 2026, wat het totaal ICNG-D op 12 brengt.
Zolang de NS nog geen plannen heeft voor een grensoverschrijdende verbinding naar bijvoorbeeld Aken, zullen deze stellen na de testritten ingezet worden in het binnenland.

## Beschrijving
De treinstellen hebben vijf of acht bakken die bij de bakovergangen gedeeltelijk op Jacobsdraaistellen rusten. Bij de eerste klas (in het midden van het treinstel) is een bakovergang met twee draaistellen.
De treinstellen hebben brede enkelvoudige buitendeuren. De deuren zijn drukdicht wegens het drukverschil met passerende hogesnelheidstreinen en in tunnels. De vloer is bij de buitendeuren ongeveer even hoog als een perron op standaardhoogte (76 cm) en de treinen zijn daar gemakkelijk toegankelijk. De buitendeuren zijn uitgerust met schuiftreden, maar de trein is niet geschikt voor lage perrons (er kan daardoor niet uitgeweken worden naar Antwerpen-Berchem).
De treinen zijn voorzien van ATB-EG (het traditionele beveiligingssysteem op het hoofdrailnet) en het European Rail Traffic Management System (ERTMS), dat gebruikt wordt op de HSL-Zuid en ook aanwezig is op de Hanzelijn en tussen Amsterdam en Utrecht.

### Exterieur
De treinen hebben een indeling die afwijkt van het tot nu toe gebruikelijke intercity-materieel. De bakken hebben in een aantal bakken maar één brede deur per zijde, in plaats van de tot nu toe gebruikelijke twee dubbele deuren aan de uiteinden van elke bak.
De kop is gestroomlijnd, en bevat een opvallend grote opening voor de koppeling.
Tijdens de bouw van de ICNG is de NS van huisstijl veranderd. De binnenlandse stellen (en de twee eerste stellen ICNG-B, die uit de binnenlandse order onttrokken zijn), hebben geel als basiskleur, met een blauwe band over de ramen, die bij de kop omhoog loopt en langzaam van kleur verloopt tot een zwarte band over de cabineramen. In deze variant zijn de deuren, ter verhoging van het contrast, geheel geel. De stellen in deze kleurstelling zullen bij hun grote revisie de Flow-huisstijl krijgen.
De ICNG-B-stellen zijn direct bij aflevering in de Flow-huisstijl van de NS opgeleverd. Hierbij is de gele basiskleur gebleven, maar is de bovenste helft van de kop blauw. Naar achter toe loopt dit op tot een smalle blauwe rand boven de ramen en nog een boven perronhoogte, met een groot wit NS-logo bij de koppen. De deuren zijn hier, ter verhoging van het contrast, juist blauw.

### Interieur

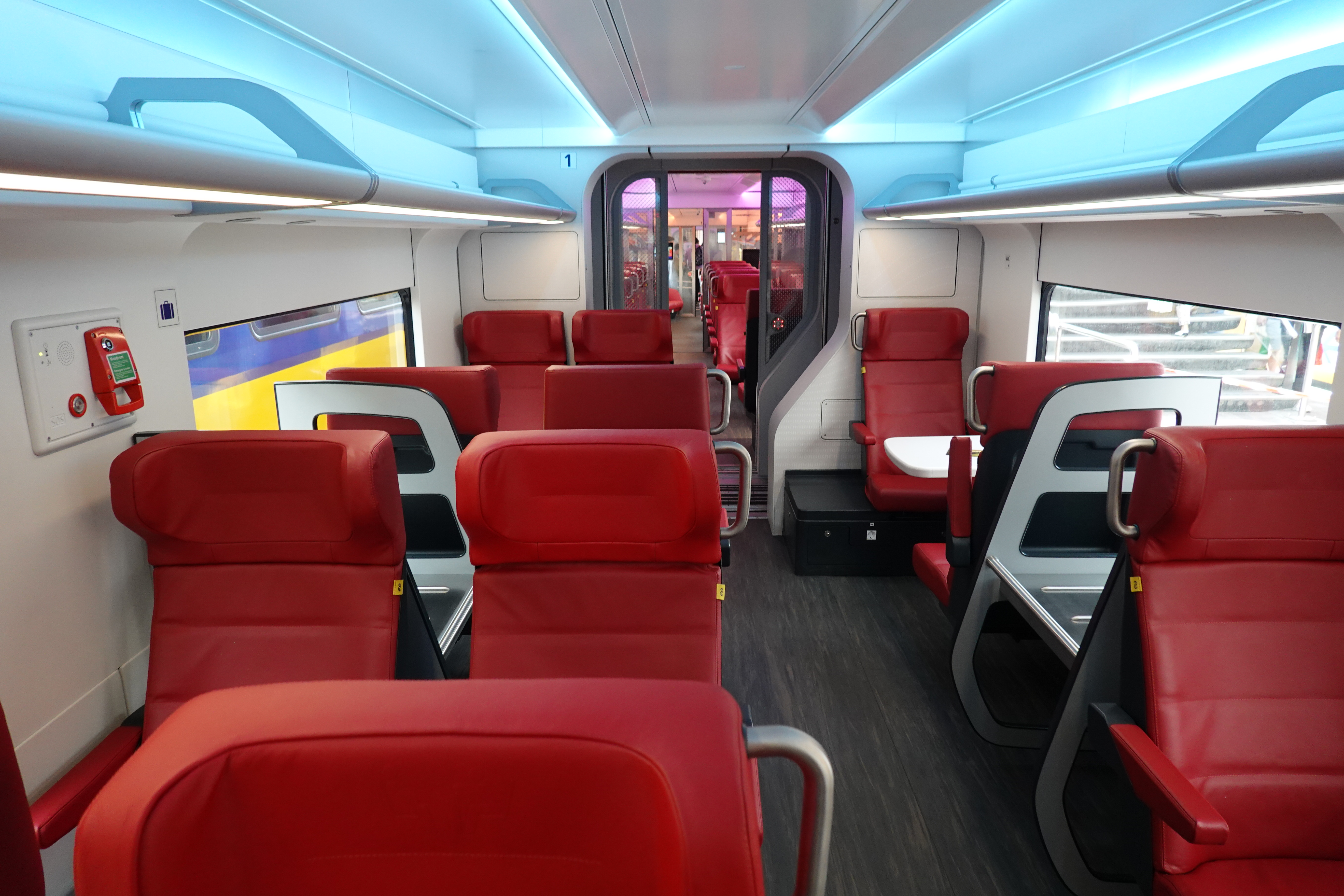
Interieur eerste klas, in een "werken"-zone

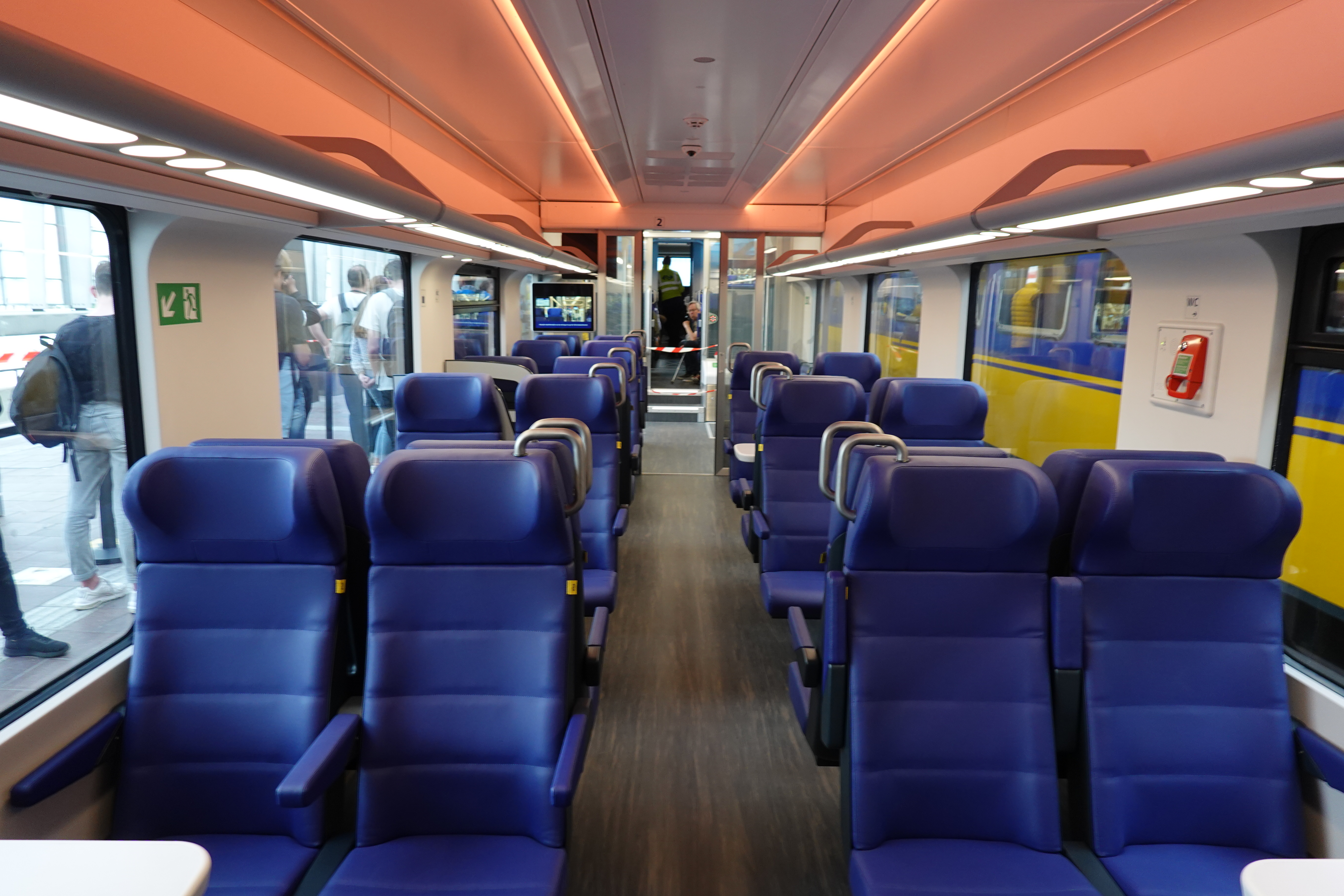
Interieur tweede klas, in een "ontmoeten"-zone

De vloer is boven de draaistellen iets hoger dan bij de buitendeuren, ergens daartussen wordt het hoogteverschil steeds overbrugd met een trapje van twee lage treden. De compartimenten met een lage vloer hebben ramen met een grotere verticale afmeting: de bovenzijde is overal even hoog boven de rails, maar de onderzijde is overal even hoog boven de vloer.
De treinen zijn voorzien van een universeel (= rolstoeltoegankelijk) toilet met aansluitend hieraan een rolstoel-opstelplaats voor twee rolstoelen. Het vijfwagentreinstel is voorzien van één universeel toilet en één standaardtoilet, het achtwagentreinstel van één universeel toilet en twee standaardtoiletten.
De treinen zijn verder voorzien van afdelingen eerste en tweede klas, die onderverdeeld zijn in gedeelten voor "werk", "stilte" en "ontmoeten". Deze gedeelten zijn relatief klein, met veel tussendeuren. Deze binnendeuren worden geplaagd door problemen en gaan niet altijd open bij een druk op de knop.
| Kleur verlichting | Betekenis     | Opmerkingen |
| ----------------- | ------------- | --- |
| Oranje            | Ontmoeten     | |
| Lichtblauw        | Werken (rust) | Extra grote tafels |
| Paars             | Stiltezone    | Extra grote tafels |
| Rood              | Noodrem       | Te zien na gebruik van de noodrem. Tegelijkertijd is er een omroepbericht te horen in het Nederlands, Frans, Duits en Engels. |

In de afdelingen zijn tussen het meubilair extra bagagerekken geplaatst. Zowel in de eerste (één aansluiting per stoel) als in de tweede klas (één aansluiting per twee stoelen) zijn stopcontacten en usb-aansluitingen voor het opladen van telefoon of laptop aanwezig. Ook het binnen NS gebruikelijke OBIS-informatiesysteem met informatieschermen en wifi (niet beschikbaar in de tunnels van de HSL) zijn in de treinen aanwezig. Waar stoelen tegenover elkaar zijn opgesteld zit er meestal een tafel tussen. Bij het vijfwagentreinstel is de eerste klas in het midden.
De stoelen in de ICNG zijn geselecteerd door een 'Trein Test Team' bestaande uit reizigers; er kon uit vijf verschillende varianten gekozen worden.
De kunst in het interieur is ontworpen door bureau Inside Outside.